# Appaloosa Interactive
Appaloosa Interactive (antes Novotrade International) fue una corporación, fundada en 1983 en Hungría, que produjo numerosos videojuegos de consola durante la década de 1980 y 90. Las oficinas centrales de la compañía están actualmente en Palo Alto, California y es la sociedad matriz y propietaria de dos empresas de desarrollo de software en Budapest, Hungría. Sus títulos más conocidos son probablemente la serie de videojuegos de Sega Ecco the Dolphin, ellos también desarrollaron el Contra en los juegos de PlayStation y Sega Saturn para Konami. Su juego más reciente es el Jaws Unleashed, un juego basado en la serie de películas de Tiburón. Las actuales funciones de la compañía no son comprobables porque el sitio web de Appaloosa Corp. parece estar caído (5 de junio de 2008).

## Juegos desarrollados
- Airball (puerto Nintendo Entertainment System, no disponible)
- Around The World In 80 Days
- California Games (Sega Genesis)
- California Pro Golf
- Castlevania (Commodore Amiga)
- Catch a Thief
- Circus Games
- Contra: Legacy of War
- The Contra Adventure
- Cyborg Justice
- Ecco the Dolphin
- Ecco: The Tides of Time
- Ecco Jr.
- Ecco the Dolphin: Defender of the Future
- Exosquad
- Galaxy Force II
- Garfield: Caught in the Act
- Golf Construction Set
- Grossology
- Holyfield Boxing
- How Things Work in Busytown
- Impossible Mission II
- The Jungle Book
- Jaws Unleashed
- Jurassic Park
- Karateka
- Kolibri
- Magic School Bus: Space Exploration Game
- Museum Madness
- Peter Pan
- Power Rangers Jigsaw Puzzles
- Power Rangers PowerActive Math
- Power Rangers PowerActive Words
- Power Rangers Print Kit
- RBI Baseball
- Richard Scarry: Busytown
- Sentinel Worlds I: Future Magic
- The Simpsons
- Sports-A-Roni
- Sky Target
- South Park
- Starship Andromeda
- Star Trek: Deep Space Nine
- Sub Battle Simulator
- Super Action Football
- Tails and the Music Maker
- Three Dirty Dwarves
- Tiny Tank: Up Your Arsenal
- Tomcat Alley
- USS Stinger
- Wacky Races
- Water Polo
- Wild West
- Wilson Pro Staff Golf
- World Karate Championship
- World Trophy Soccer